# Podrywka wędkarska

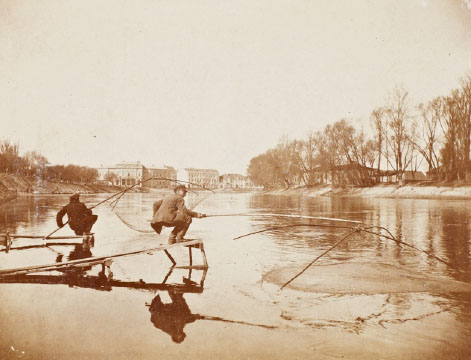
Rybacy łowiący podrywkami ryby nad Wilią, fotografia: Stanisław Filibert Fleury, ok. 1900

Podrywka wędkarska – kwadratowa sieć rybacka o powierzchni nie większej niż 1×1 m i oczkach sieci nie mniejszych niż 5 mm, rozpięta na dwóch skrzyżowanych pałąkach, służąca do łowienia ryb na przynętę.